# Iniciativa Medicamentos para Doenças Negligenciadas
A Iniciativa Medicamentos para Doenças Negligenciadas (DNDi) é uma organização sem fins lucrativos de pesquisa e desenvolvimento (P&D) colaborativa e voltada para a necessidade dos pacientes que desenvolve novos tratamentos para doenças negligenciadas, em especial leishmaniose, doença do sono (tripanossomíase humana africana, HAT), doença de Chagas, malária, filarioses, micetoma, HIV pediátrico, meningite criptocócica, hepatite C e dengue. As atividades da DNDi relativas à malária foram transferidas para a Medicines for Malaria Venture (MMV) em 2015.
Coordenada pelo diretor executivo Luis Pizarro, a DNDi tem escritórios na Suíça (em Genebra), Brasil, República Democrática do Congo, Índia, Japão, Quênia, Malásia e África do Sul, além de uma organização afiliada nos Estados Unidos. 

## DNDi na América Latina
O escritório regional da DNDi na América Latina está localizado no Rio de Janeiro, onde funciona desde 2004. Com uma equipe local permanente e diversos consultores, o principal objetivo do escritório é apoiar, planejar e gerenciar atividades regionais de P&D de medicamentos para a doença de Chagas, malária,  leishmanioses e dengue. Para tanto, investiga sobre as condições e necessidades dos pacientes, estabelece parcerias, implementa projetos e promove treinamento e capacitação de recursos humanos, levando em consideração a importância de direcionar a P&D para ferramentas de saúde que sejam adaptadas e relevantes para o uso em campo no contexto da América Latina. Além disso, o escritório participa de diversos congressos científicos, contribui para publicações no campo das doenças negligenciadas, realiza a produção de filmes e documentários, bem como uma série de outras atividades de comunicação e de conscientização sobre as doenças negligenciadas, apontando para a necessidade de maior liderança política e estímulo à P&D que garantam o acesso a medicamentos essenciais.

## Origens
Apesar dos progressos alcançados na medicina nos últimos 50 anos, muitas doenças tropicais que afetam os mais pobres ainda são negligenciadas. Mais de um bilhão de pessoas (mais de um sétimo da população do mundo) estão infectadas por uma das 20 doenças identificadas pela Organização Mundial da Saúde (OMS) como doenças tropicais negligenciadas. Essas doenças podem ser fatais, mas não há medicamentos modernos, seguros e eficazes para tratá-las.
A literatura científica vem publicando evidências da falta de medicamentos para o tratamento de doenças com altas taxas de mortalidade e morbidade entre aqueles que vivem em áreas pobres. Uma dessas publicações relatou que apenas 1,1% de todos os novos medicamentos desenvolvidos em um período de 25 anos (1975 a 1999) foi aprovado especificamente para o tratamento de doenças negligenciadas, apesar de estas representarem 11,4% da carga global de doenças. Outra publicação apontou a continuação dessa tendência no período entre 2000 e 2011, com apenas 1,2% das novas entidades químicas lançadas no mercado sendo indicadas para o tratamento de doenças negligenciadas.
A DNDi foi criada em 2003 para desenvolver novos tratamentos para doenças negligenciadas. A organização foi criada por instituições de pesquisa e saúde importantes, com destaque para aquelas do setor público de países onde as doenças negligenciadas são endêmicas: a Fundação Oswaldo Cruz no Brasil, o Conselho de Pesquisa Médica da Índia, o Instituto de Pesquisa Médica do Quênia, o Ministério da Saúde da Malásia e o Instituto Pasteur, da França, e contou com financiamento inicial do Prêmio Nobel da Paz recebido em 1999 pela organização Médicos Sem Fronteiras (MSF). O Programa Especial para Pesquisa e Treinamento em Doenças Tropicais da OMS tem status de observador permanente na iniciativa.
Bernard Pécoul, o fundador da DNDi, dirigiu a organização de 2003 a 2022.

## Modelo de desenvolvimento de medicamentos sem fins lucrativos
Como as pessoas com doenças negligenciadas não são um mercado lucrativo para as empresas farmacêuticas, não há incentivos para que invistam em pesquisa e desenvolvimento para essas doenças.
As alternativas ao modelo de desenvolvimento de medicamentos comercial começaram a emergir no começo dos anos 2000 para atender às necessidades desses pacientes negligenciados. Parcerias para o desenvolvimento produtivo (PDP), também chamadas de parcerias público-privadas (PPP), têm por objetivo implementar e acelerar a pesquisa e desenvolvimento (P&D) de ferramentas de saúde (diagnósticos, vacinas, medicamentos) para doenças negligenciadas, fomentando colaborações entre a iniciativa privada, a academia e o setor público. São exemplos de PDP a International AIDS Vaccine Iniciative, a MMV, a Global Alliance for TB Drug Development (TB Alliance) e a DNDi.
As PDP atuam como “maestros de uma orquestra virtual”, alavancando ativos, capacidades e conhecimentos específicos de parceiros para implementar projetos em todas as etapas do processo de P&D, além de integrar as habilidades da academia, instituições de pesquisa do setor público (especialmente de países onde as doenças negligenciadas são endêmicas), empresas farmacêuticas e de biotecnologia, organizações não governamentais (incluindo outras PDP) e governos de todo o mundo.
Para superar a falta de pesquisas comerciais para o desenvolvimento desses medicamentos, as PDP podem aplicar princípios de “delinkage” para desvincular o custo de pesquisa e desenvolvimento do preço dos produtos. Isso faz com que os incentivos de se investir em uma doença específica sejam independentes do preço pelo qual os produtos desenvolvidos serão vendidos.

## Projetos em andamento
Trabalhando em parceria com a indústria privada, instituições públicas, universidades e ONGs, a DNDi construiu o maior portfólio existente  de P&D para doenças causadas por parasitas cinetoplastidas e possui, atualmente, seis projetos em curso em fase de implementação, sete em fase clínica, e nove em fase pré-clínica.

## Principais realizações
A DNDi desenvolveu um extenso pipeline de fármacos para doenças negligenciadas, que inclui melhorias nos medicamentos existentes e novas entidades químicas. Até hoje, ela atingiu 13 marcos importantes:
Tratamento lançados até hoje:

ASAQ, combinação em dose fixa para a malária, 2007
Lançado em 2007, este produto antimalárico é uma combinação em dose fixa de artesunato/amodiaquina (ASAQ). Resultante de uma parceria entre a DNDi e a companhia farmacêutica francesa Sanofi, o ASAQ, que é produzido no Marrocos, é acessível (disponível por apenas $0,05 para crianças e $1 para adultos), é administrado em regime único (1 ou 2 comprimidos por dia durante três dias), segue as diretrizes mais recentes da OMS para o tratamento da malária na África e recebeu status de “pré-qualificado” em 2008. Apesar de ter sido desenvolvido sem patente, o ASAQ está incluído na Lista Modelo de Medicamentos Essenciais da OMS e na Lista Modelo de Medicamentos Essenciais para Crianças, está registrado em 32 países africanos e na Índia, Equador e Colômbia, e já teve mais de 437 milhões de tratamentos distribuídos.
Um acordo de transferência de tecnologia foi assinado com a empresa parceira Zenufa na Tanzânia para que o ASAQ seja produzido por mais de um fornecedor. Em maio de 2015, o ASAQ foi transferido para a equipe de gerenciamento de acesso e produtos da MMV.

ASMQ, combinação em dose fixa para a malária, 2008
O segundo tratamento antimalárico desenvolvido pela DNDi, lançado em 2008, é uma combinação em dose fixa de artesunato e mefloquina. Ele foi desenvolvido por uma colaboração internacional dentro do Consórcio FACT e tem um regime simples e adaptado, validade de três anos e uma taxa de aderência muito alta. O ASMQ é produzido no Brasil pela Farmanguinhos/Fiocruz e, graças a uma transferência de tecnologia sul-sul, também está sendo fabricado pela Cipla. Recebeu o status de “pré-qualificado” da OMS em 2012 e foi incluído na Lista Modelo de Medicamentos Essenciais da OMS e na Lista Modelo de Medicamentos Essenciais para Crianças em 2013. Em 2015, já havia sido registrado no Brasil, Índia, Malásia, Myanmar, Tanzânia, Vietnã, Níger, Burkina Faso, Tailândia e Camboja. Até o fim de 2015, mais de um milhão de tratamentos haviam sido distribuídos. Em maio de 2015, o ASAQ foi transferido para a equipe de gerenciamento de acesso e produtos da MMV.

NECT, tratamento aprimorado para a doença do sono, 2009
O tratamento combinado de nifurtimox-eflornitina (NECT) é a primeira opção de tratamento aprimorado em 25 anos e é usada para o estágio 2 (avançado) da tripanossomíase humana africana (HAT), também conhecida como doença do sono. Ele é resultado de uma parceria de seis anos entre ONGs, governos, empresas farmacêuticas e a OMS. Lançado em 2009, foi incluído na Lista Modelo de Medicamentos Essenciais da OMS e na Lista Modelo de Medicamentos Essenciais para Crianças em 2009 e 2013, respectivamente. Ele exige um período menor de internação e é muito mais seguro que o tratamento anterior com melarsoprol, à base de no arsênico e responsável pela morte de 5% dos pacientes, aproximadamente. Agora, NECT está sendo usado para tratar 100% dos pacientes infectados pela HAT em estágio 2 nos 13 países onde a doença é endêmica.

SSG&PM, tratamento em combinação para a leishmaniose visceral, 2010
O SSG&PM, um tratamento que combina estibogluconato de sódio e paromomicina e disponível desde 2010, é uma opção de tratamento de duração mais curta e com boa relação custo-benefício para a leishmaniose visceral (LV) na África Oriental. O tratamento é fruto de uma parceria de seis anos da DNDi, a Plataforma de Leishmaniose da África Oriental (LEAP), os Programas Nacionais de Controle do Quênia, Sudão, Etiópia e Uganda, a Médicos Sem Fronteiras (MSF) e a OMS. Em 2010, ele foi recomendado pelo Comitê de Especialistas no Controle da Leishmaniose da OMS como o tratamento de primeira linha para a África Oriental e já conta com mais de dez mil pacientes tratados. Sudão, Etiópia, Sudão do Sul e Somália já prepararam diretrizes revisadas incluindo o SSG&PM como o tratamento de primeira linha para a LV.

Tratamentos em combinação para a leishmaniose visceral na Ásia, 2011
O Comitê de Especialistas no Controle da Leishmaniose da OMS recomendou em 2010 uma dose única de anfotericina B e uma combinação de paramomicina/miltefosina/anfotericina B. Esses tratamentos são menos tóxicos que os principais tratamentos usados anteriormente, são mais úteis em áreas de resistência antimonial, são mais curtos e seu custo é comparável com os tratamentos anteriores. Em 2010, foi realizado na Índia um estudo investigando as três combinações possíveis de dois medicamentos incluindo anfotericina B, miltefosina e paramomicina. As três combinações foram altamente eficazes (taxa de cura superior a 97,5%). Um comitê de especialistas da OMS recomendou que os tratamentos fossem usados de maneira preferencial no lugar das monoterapias utilizadas atualmente para a LV no sul da Ásia. A DNDi está trabalhando com a TDR e a OMS para facilitar sua adoção e apoiar as estratégias de eliminação da LV. A organização realizou mais estudos, incluindo um projeto piloto no estado indiano de Bihar (2012-2015), que demonstraram a segurança e eficácia das terapias em combinação à base de anfotericina B, miltefosina e paramomicina no nível primário de saúde e de uma dose única de anfotericina B no nível hospitalar. A partir dos resultados dos estudos, o Roteiro Nacional Indiano para a Eliminação da Leishmaniose Visceral recomendou em agosto de 2014 a dose única de anfotericina B como a primeira opção de tratamento para pacientes com LV e paromomicina e miltefosina como a segunda opção em todos os níveis. A mesma política também foi seguida em Bangladesh e no Nepal. A eliminação da monoterapia com miltefosina foi uma mudança importante nas diretrizes nacionais. Este projeto foi conduzido em colaboração com um consórcio de parceiros.

Benznidazol pediátrico para a doença de Chagas, 2011
Esta é a única formulação com dosagem pediátrica para a doença de Chagas, lançada em 2011 por meio de uma colaboração da DNDi com o Laboratório Farmacêutico do Estado de Pernambuco (LAFEPE). Em novembro de 2013, a Fundação Mundo Sano e a DNDi assinaram um acordo de colaboração para lançar uma segunda fonte de suprimento do tratamento em parceria com a ELEA. A forma do benznidazol em dosagem pediátrica foi desenvolvida para bebês e crianças menores de 2 anos (20 kg de peso) infectadas congenitamente. Com um comprimido adaptado à idade, fácil de usar, acessível e não patenteado, o novo tratamento contribui para aumentar a precisão na dosagem, a segurança e a adesão ao tratamento. A forma do benznidazol em dosagem pediátrica foi registrada na Agência Nacional de Vigilância Sanitária brasileira em 2011 e também deve ser registrada em outros países endêmicos. Ela foi incluída na Lista de Medicamentos Essenciais para Crianças da OMS em julho de 2013.

Terapia de super-reforço para crianças que vivem com o HIV e tuberculose, 2016
Entre dos desafios existentes para o tratamento de crianças coinfectadas pela tuberculose (TB) e pelo HIV está o fato de que um dos medicamentos mais importantes para o tratamento da TB anula a eficácia do ritonavir, um dos principais antirretrovirais usado no tratamento do HIV. Um estudo patrocinado pela DNDi em cinco hospitais da África do Sul demonstrou a eficácia do “super-reforço”, a adição de mais ritonavir ao regime de tratamento da criança.  Desde então, a OMS reforçou as recomendações de utilização do super-reforço em crianças coinfectadas por TB e HIV.

Fexinidazol, 2018
O fexinidazol é o primeiro tratamento totalmente oral para a doença do sono (ou tripanossomíase humana africana), causada pelo Trypanosoma brucei gambiense. Ele foi desenvolvido por uma parceria da DNDi com a Sanofi e outros parceiros. Os ensaios clínicos incluíram 749 pacientes da República Democrática do Congo e da República Centro-Africana. Os resultados foram publicados em The Lancet e mostraram alta eficácia e segurança nos dois estágios da doença. O fexinidazol é administrado na forma de comprimidos orais por 10 dias.
Em novembro de 2018, a Agência Europeia de Medicamentos adotou um parecer científico positivo sobre o fexinidazol. Em dezembro do mesmo ano, o medicamento foi aprovado pela Republica Democrática do Congo.

Outros projetos:
Parceria Global de Pesquisa e Desenvolvimento de Antibióticos (GARDP)
Em 2016, a OMS e a DNDi cooperaram para lançar a Parceria Global de Pesquisa e Desenvolvimento de Antibióticos (GARDP), uma organização de pesquisa e desenvolvimento sem fins lucrativos que procura abordar as necessidades de saúde pública globais desenvolvendo e lançando tratamentos antibióticos novos ou aperfeiçoados, além de tentar garantir o acesso sustentável a esses medicamentos. Em 2018, a GARDP foi incorporada como pessoa jurídica independente.

Ravidasvir, 2021
O acesso a tratamentos para a hepatite C baseados em antivirais de ação direta (AAD) altamente eficazes e ao mesmo tempo acessíveis ainda é extremamente limitado em muitos países de renda média e baixa. Em 2016, a DNDi assinou contratos com a empresa farmacêutica norte-americana Presidio Pharmaceuticals, que desenvolveu o candidato a AAD ravidasvir, e com sua parceira de licenciamento, a fabricante de genéricos Pharco Pharmaceuticals, do Egito, para testar um novo tratamento em combinação otimizado para uso na saúde pública: ravidasvir + sofosbuvir. Um estudo de Fase II/III na Malásia e na Tailândia, copatrocinado pelos ministérios da saúde dos dois países e cofinanciado pela iniciativa Transformational Investment Capacity (TIC), da MSF, mostrou que 97% dos pacientes estavam curados 12 semanas após o fim do tratamento. Pacientes com vários fatores de risco foram curados e não foi detectado nenhum sinal de segurança inesperado. A Malásia aprovou o registro condicional para o ravidasvir em junho de 2021.

Novos tratamentos para HIV/LV, 2022
A coinfecção pela Leishmania e pelo HIV já foi registrada em mais de 35 países endêmicos [http://www.who.int/news-room/fact-sheets/detail/leishmaniasis]. As pessoas coinfectadas com HIV e leishmaniose visceral apresentam baixa resposta ao tratamento, maior risco de morte e, em geral, enfrentam vários episódios de recaída. Com base nos resultados de dois estudos, a OMS divulgou em junho de 2022 novas diretrizes de tratamento para pessoas coinfectadas com leishmaniose visceral e HIV, recomendando a combinação de anfotericina B lipossomal com miltefosina.

Leishmaniose na América Latina, 2022
Anteriormente, as recomendações para tratamentos de primeira linha para a leishmaniose visceral no Brasil incluíam o uso do antimoniato de meglumina, que apresenta sérias limitações devido à sua toxicidade, administração por via parenteral e necessidade de internação. Os resultados de um ensaio clínico realizado em parceria com a Universidade de Brasília e a Fundação Oswaldo Cruz mostraram que, devido à toxicidade mais baixa e eficácia aceitável, a anfotericina B lipossomal seria mais adequada que os tratamentos tradicionais como tratamento de primeira linha para a leishmaniose visceral. Em junho de 2022, a Organização Pan-americana da Saúde (OPAS) publicou novas diretrizes para o tratamento da leishmaniose nas Américas, recomendando o uso de anfotericina B lipossomal em vez de antimoniais pentavalentes.

4 em 1 para HIV pediátrico, 2022
Esta combinação “4 em 1” em dose fixa combina os inibidores de protease lopinavir e ritonavir com os inibidores nucleosídios da transcriptase reversa (NRTI) lamivudine e abacavir para o tratamento de HIV pediátrico.. A 4 em 1 representa uma melhoria significativa com relação aos regimes baseados no lopinavir disponíveis atualmente, pois a formulação utiliza uma cápsula recheada com grânulos que é estável no calor, mascara o sabor, é sólida e não contém álcool ou outros solventes inapropriados. Ela foi desenvolvida em parceria com a Cipla Limited para bebês e crianças pesando entre 3 e 25 kg. A combinação pode ser administrada abrindo-se as cápsulas e polvilhando os grânulos sobre alimentos pastosos, água ou leite. A South African Health Products Regulatory Authority (SAHPRA) aprovou a 4 em 1 em junho de 2022.

## Prêmios
A DNDi recebeu em 2013 o Prêmio Fronteiras do Conhecimento da Fundação BBVA na categoria Cooperação para o Desenvolvimento pelo trabalho de desenvolvimento e lançamento de novos tratamentos para doenças relacionadas à pobreza, como doença de Chagas, doença do sono, malária e leishmaniose.
A DNDi recebeu o Prêmio Carlos Slim da Saúde em 2013. Criado em 2008 pela Fundação Carlos Slim, o objetivo do prêmio é destacar pessoas e instituições comprometidas em melhorar a saúde das populações na América Latina e no Caribe.
Em 2013, a Fundação Rockefeller pediu à comunidade global que nomeasse organizações e indivíduos que usavam a inovação para fazer diferença na vida de populações pobres e vulneráveis. Com base nas nomeações e nos votos de indivíduos de todo o mundo, a Fundação Rockfeller selecionou os três vencedores do prêmio Next Century Innovators de 2013. A DNDi foi um dos vencedores.
No dia 11 de dezembro de 2015, a DNDi recebeu o Prêmio FINEP de Inovação. O prêmio foi dado em reconhecimento do modelo de P&D inovador que resultou no lançamento de um novo medicamento antimalárico no Brasil.
A DNDi recebeu o prêmio de inovação em 2017 e o “cuvée 2018 de la Vigne des Nations” em 2018, ambos do Cantão de Genebra.
O artigo Oral Fexinidazole for Late-Stage African Trypanosoma brucei gambiense Trypanosomiasis: A Pivotal Multicentre, Randomised, Non-Inferiority Trial, publicado em 4 de novembro de 2017 no The Lancet, foi um dos ganhadores da edição 2018 do prêmio Anne Maurer-Cecchini.
Um curta-metragem sobre o fexinidazol, um novo tratamento para a doença do sono, foi premiado com o Grand Prix na edição inaugural do festival de cinema “Saúde para Todos”, da OMS, em 2020. O curta, “O sonho de um médico: um comprimido para a doença do sono“, foi produzido pela DNDi com a Scholars and Gentlemen, uma produtora da África do Sul.
Em 2023, a DNDi recebeu o Prêmio Princesa de Astúrias na categoria “Cooperação Internacional”.

## Plataformas de pesquisa clínica
A DNDi trabalha com parceiros de países endêmicos para fortalecer a capacidade de pesquisa clínica existente e criar novas capacidades onde for necessário. Ela ajudou na criação de quatro plataformas regionais para doenças específicas na África e América Latina: a Plataforma de Leishmaniose da África Oriental (LEAP), a Plataforma HAT para a doença do sono (tripanossomíase humana africana), a Plataforma de Pesquisa Clínica de Chagas (PPCC), e a RedeLeish para a leishmaniose na América Latina. A DNDi continua trabalhando com essas plataformas até hoje.
A missão das plataformas é identificar as necessidades dos pacientes, considerar as condições locais, envolver os principais atores regionais na área de saúde, reforçar a capacidade clínica nas regiões endêmicas, abordar as necessidades de infraestrutura quando necessário e fornecer capacitação no local.

## Objetivos de longo prazo
Como parte do Plano Estratégico para 2021-2028, a DNDi tem o objetivo de lançar de 15 a 18 novos tratamentos, totalizando assim 25 novos tratamentos em seus primeiros 25 anos.